# Дерихвіст австралійський
Дерихвіст австралійський (Stiltia isabella) — вид сивкоподібних птахів родини дерихвостових (Glareolidae).

## Поширення
Птах поширений в Австралії. Розмножується у посушливих внутрішніх районах від південно-західної частини штату Квінсленд до північної Вікторії та через центральну Австралію до регіону Кімберлі в Західній Австралії. Зимує в Індонезії та Новій Гвінеї

## Опис
Тіло завдовжки 19–24 см, розмах крил 50–60 см, вага 55–75 г. Стрункий птах з довгими ногами, довгими загостреними крилами та коротким дзьобом. Голова, шия, груди та верхні частини тіла коричневі. Крила чорні. Підборіддя і горло білі, груди — піщано-коричневі. Дзьоб яскраво-червоний з чорною основою.

## Спосіб життя
Живиться комахами, на яких полює в польоті. Сезон розмноження припадає на період між вереснем та березнем. Гніздиться на скелястих берегах річок.